# Michael Biggs
Michael Fernand Nascimento de Castro Biggs, mais conhecido como Mike (Rio de Janeiro, 16 de agosto de 1974), é um cantor brasileiro, conhecido por ser integrante da famosa banda infantil Turma do Balão Mágico. É filho do célebre criminoso britânico Ronald Biggs.

## Biografia

### Carreira
Iniciou o grupo em 1982 junto com Simony e Tob, e continuou até o final do grupo, apesar de sua pouca participação no último LP. Mike entrou para o Balão graças a uma grande aventura, já que seu pai fora seqüestrado e o Mike fez um apelo pela Tv para que devolvessem Ronald Biggs ao seu devido lar. O plano deu certo e o final feliz da história fez Mike entrar para o grupo, já que os produtores viram em Mike um talento para a atuação.
Depois do fim do grupo, Mike abandonou a vida artística. Em 2018, juntamente com os ex-integrantes da Turma do Balão Mágico Simony e Tob, anunciaram uma série de shows no Brasil, em homenagem aos 35 anos de grupo.

### Mudança para a Inglaterra
Mudou-se para a Inglaterra com o pai em 2001, quando Ronald resolveu se entregar às autoridades após passar trinta anos foragido no Brasil. Michael só conseguiu obter o reconhecimento da nacionalidade britânica quando sua mãe, a brasileira Raimunda de Castro, se casou com seu pai numa cerimônia realizada na prisão.

### Atualmente
Em março de 2021, Mike apresentou, no canal pago Arte 1, o programa Papo Musical, um programa que fala sobre música,i indo ao ar, no mês seguinte, todas às quintas.